# Pic de Bugatet
Pic de Bugatet – szczyt w Pirenejach Centralnych. Położony jest w południowej Francji, w departamencie Pireneje Wysokie, na terenie gminy Aragnouet, przy granicy z Hiszpanią. Usytuowany jest na skraju Parku Narodowego Pirenejów.